# Carlos Fuentes
Carlos Fuentes Macías (Panama-Stad, 11 november 1928 – Mexico-Stad, 15 mei 2012) was een Mexicaans schrijver, journalist en diplomaat.
Als zoon van een diplomaat bracht hij zijn jeugd in heel het Amerikaanse continent door, maar als adolescent keerde hij terug naar Mexico. Zijn eerste huwelijk liep spaak na meerdere affaires. Hij sprak dan ook met trots over zijn escapades met actrices als Jeanne Moreau en Jean Seberg, door hem vereeuwigd in Diana, de eenzame jachtgodin (1996).
Hij gold als een van de belangrijkste schrijvers van de Spaanstalige wereld en wordt als zeer belangrijk gezien voor de hedendaagse Latijns-Amerikaanse literatuur. Van zijn hand kwamen meer dan 20 romans. Hij debuteerde op zijn dertigste met het succesvolle La región más transparente, waarmee hij zich meteen als vernieuwer aankondigde. Met zijn roman Gringo viejo was hij de eerste Mexicaan die een bestseller scoorde in de VS. Het leidde tot de Hollywood-verfilming Old gringo, met Gregory Peck en Jane Fonda in de hoofdrollen. Zijn bekendste werken zijn De dood van Artemio Cruz, De Jaren met Laura Díaz en De kop van de Hydra. Al zijn romans werden vertaald naar het Nederlands.
Fuentes heeft zich ook als politiek commentator geprofileerd. Omdat hij eind jaren vijftig sympathiseerde met Fidel Castro werd hem de toegang tot de VS geweigerd. Hij sprak zich uit tegen de Amerikaanse immigratiepolitiek en stelde president Calderón aansprakelijk voor het Mexicaanse drugsgeweld. In de jaren zestig verbleef hij in Europa, waar hij later ook Mexicaans ambassadeur in Parijs was. 
Carlos Fuentes werkte begin jaren-90 als redacteur/ presentator/ verteller mee aan de meerdelige, prijswinnende BBC documentaire "The History of Modern Latin America". Dit werd een van de zeer weinige Europese producties die uitgebreid stilstaat bij leven, werk en erfgoed van 'revolucionarios' zoals Pancho Villa, Simón Bolívar, José de San Martín en Fidel Castro. 
In 2006 hield Carlos Fuentes in Leiden de Huizingalezing onder de titel The Two Traditions: La Mancha and Waterloo.

## Overlijden
Zijn overlijden op 15 mei 2012 in een ziekenhuis in Mexico-Stad kwam onverwacht. Het werd bekendgemaakt door president Calderón van Mexico. Deze omschreef hem als "een schrijver en universeel Mexicaan".

## Onderscheidingen
Onder meer:
- 1987 - Cervantesprijs, belangrijkste literaire prijs in het Spaanstalige gebied
- 2000 - eredoctoraat van de Universiteit van Gent
- 2006 - Four Freedoms Award voor vrijheid van meningsuiting

- Bibsys: 90070406
- Biblioteca Nacional de Chile: 000041665
- Biblioteca Nacional de España: XX914029
- Bibliothèque nationale de France: cb119037146 (data)
- Catàleg d'autoritats de noms i títols de Catalunya: 981058523596206706
- CiNii: DA00048018
- Gemeinsame Normdatei: 118703420
- International Standard Name Identifier: 0000 0001 2130 1089
- Library of Congress Control Number: n80022904
- Nationale Bibliotheek van Letland: 000106507
- MusicBrainz: 0bb3d315-85ff-442f-9d32-3bc9e7dab90b
- Bibliotheek van het Japanse parlement: 00440308
- Nationale Bibliotheek van Tsjechië: jn19990002483
- Nationale bibliotheek van Australië: 35685259
- Nationale Bibliotheek van Israël: 987007261305405171
- Nationale Bibliotheek van Polen: a0000002005767
- Nationale en Universitaire bibliotheek Zagreb: 000012633
- Nederlandse Thesaurus van Auteursnamen: 068787294
- Réseau des bibliothèques de Suisse occidentale: 02-A003268576
- Istituto Centrale per il Catalogo Unico: CFIV020032
- LIBRIS: 187665
- SNAC: w60k546x
- Système universitaire de documentation: 026876531
- Virtual International Authority File: 43057803
- WorldCat: E39PBJfRC38vYtPJYy3wqQfTHC

1. ↑  Gemeinsame Normdatei; geraadpleegd op: 11 december 2014.
2. ↑  Gemeinsame Normdatei; geraadpleegd op: 31 december 2014.